# 지루함

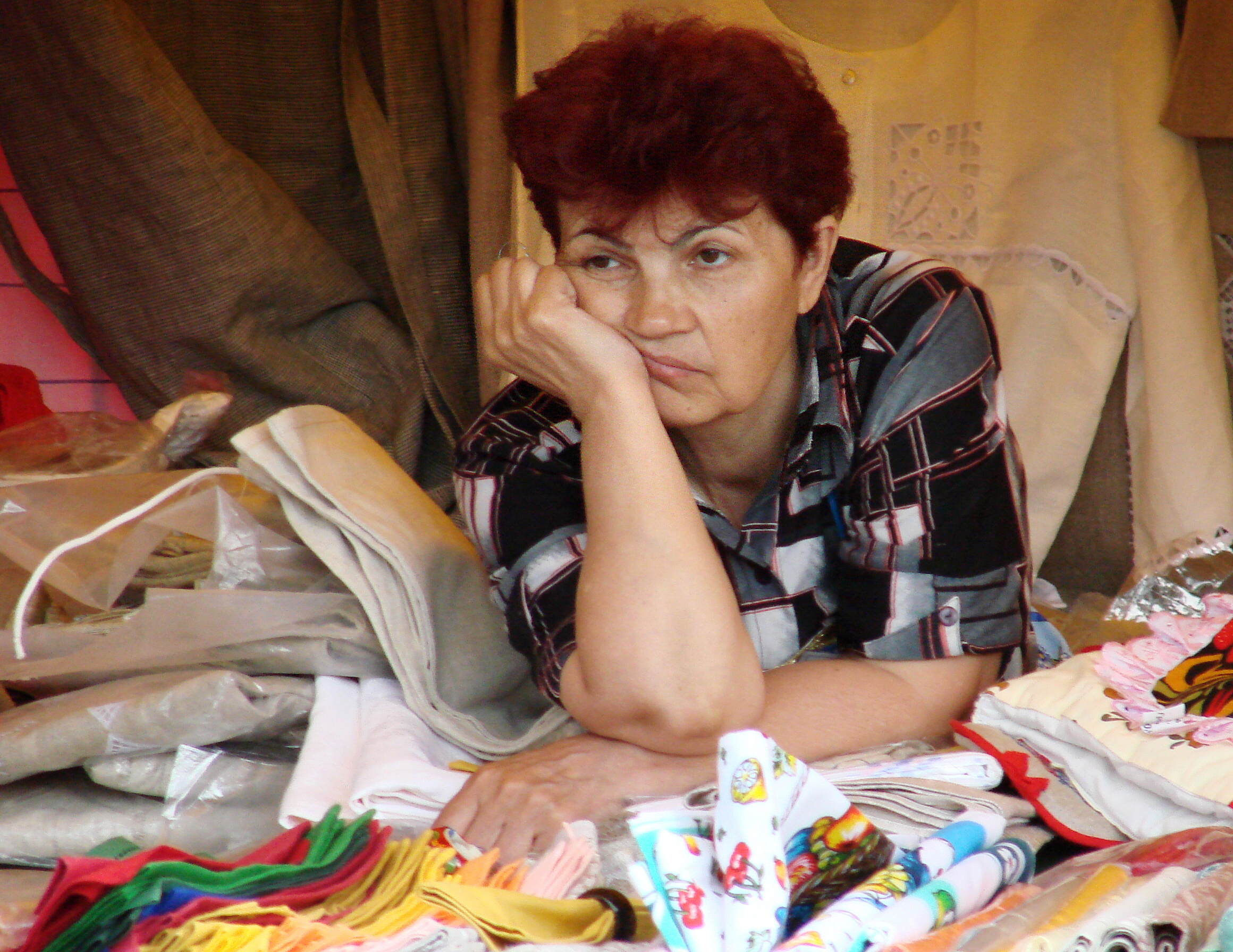

지루함은 특별히 할 일이 없을 때 개인이 느끼는 감정 상태를 뜻한다. 실행중인 일에 대해서 관심을 잃고 질려있는 것, 그리고 그 감정을 의미하기도 한다. 지루할 땐 졸림을 유발하는 경우가 많다.

## 철학
지루함은 주변 환경을 둔하고 지루하며 자극이 부족하다고 인식하는 것을 특징으로 하는 상태이다. 이는 여가와 미적 관심의 부족에서 비롯될 수 있다. 노동과 예술은 소외되고 수동적이거나 지루함에 빠져 있을 수 있다. 지루함에는 내재적인 불안이 있다. 사람들은 그것을 예방하거나 해결하기 위해 상당한 노력을 기울이겠지만, 많은 상황에서는 견뎌야 할 고통으로 받아들여진다. 지루함에서 벗어나는 일반적인 수동적 방법은 잠을 자거나 창의적인 생각을 하는 것(백일몽)이다. 전형적인 능동적 해결책은 어떤 종류의 의도적인 활동, 종종 새로운 것으로 구성되며, 익숙함과 반복은 지루함으로 이어진다.

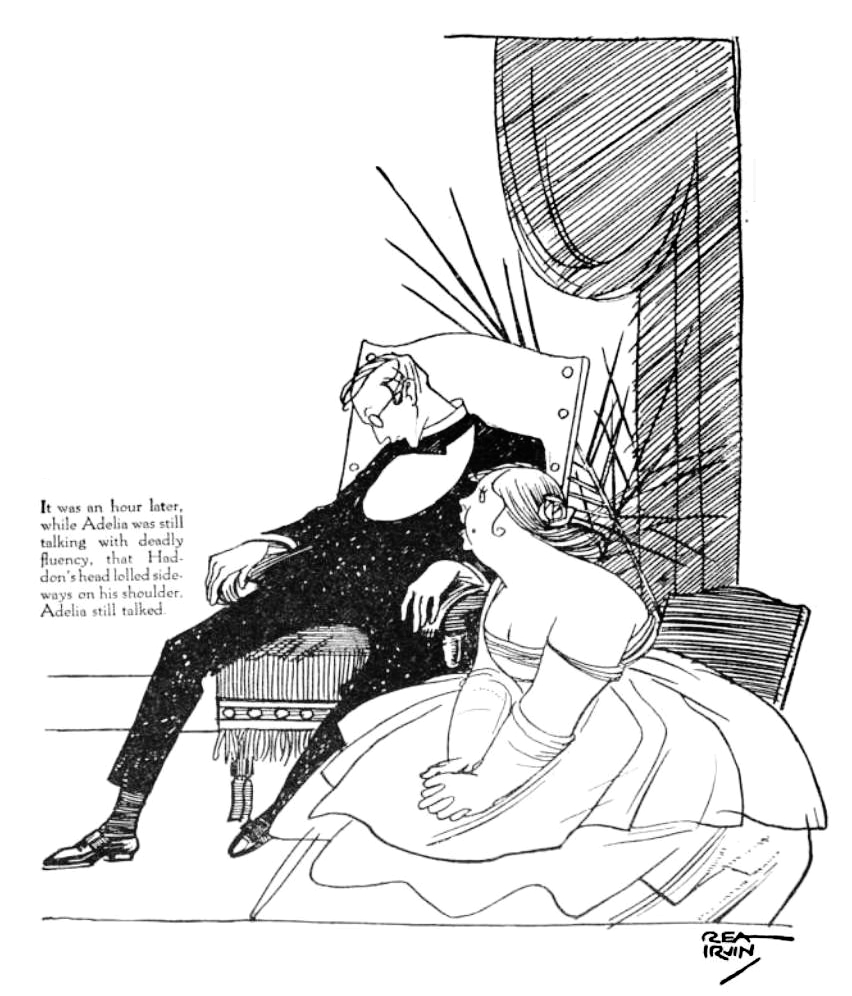
1916년 Rea Irvin이 청중을 잠재우는 지루한 여자를 묘사한 삽화

서양에서 19세기 말을 지칭하는 프랑스어인 팽 드 시에클(fin de siècle) 시대에는 "권태감", 냉소주의, 비관주의 및 "문명은 퇴폐로 이어진다는 널리 퍼진 믿음"이 일부 문화적 특징이었다.
지루함은 실존주의 사상에서도 역할을 한다. 쇠렌 키르케고르와 프리드리히 니체는 실존주의 운동에 근본이 되는 것으로 여겨지는 최초의 철학자 두 명이었다. 파스칼과 마찬가지로 그들은 사람들이 삶의 명백한 무의미함과 지루함에서 벗어나기 위해 오락을 사용하는 것에 관심있었다. 키르케고르의 이것이냐 저것이냐는 고차원의 예술 애호가들이 지루함을 피하기 위해 사용하는 방법인 전환 방법(rotation method)을 설명한다. 이 방법은 미적 삶의 방식의 필수적인 쾌락주의적 측면이다. 미학자에게는 각 활동에서 얻는 즐거움과 쾌락을 극대화하기 위해 끊임없이 무엇을 하고 있는지 바꾼다.
사람이 공간적으로나 그 밖의 면에서 한정된 맥락에서 지루함은 다양한 종교 활동으로 충족될 수 있는데, 이는 종교가 지루함과 연관되기를 원하기 때문이 아니라, 지루함이 신, 지혜 혹은 도덕이 궁극적인 답인 본질적인 인간 조건으로 여겨질 수 있기 때문이다. 아르투어 쇼펜하우어와 같은 많은 철학자들이 이런 관점을 지지한다. 지루함 속의 종교성에 대한 이러한 관점은 사람들이 얼마나 자주 지루해하는지에 영향을 미친다. 지루한 작업을 수행하는 동안 종교성이 더 높은 사람들은 종교성이 낮은 사람들보다 지루함을 덜 보고했다. 무의미한 작업을 수행하는 사람들은 의미를 덜 찾아야 했다.
마르틴 하이데거는 영어로 출간된 두 텍스트, 즉 1929/30년 학기 강의 과목인 형이상학의 기본 개념과 같은 해에 출판된 에세이 형이상학이란 무엇인가에서 지루함에 대해 기술했다. 하이데거는 이 강의에서 지루함에 대해 약 100 페이지 분량을 포함시켰는데, 아마도 이 주제에 대한 가장 광범위한 철학적 논의였을 것이다. 그는 특히 지루함의 주요 맥락으로서 기차역에서 기다리는 것에 초점을 맞췄다. 쇠렌 키르케고르는 이것이냐 저것이냐에서 "인내심은 시각적으로 묘사될 수 없다"고 언급한다. 왜냐면 삶의 즉각적인 순간은 근본적으로 지루할 수 있다는 감각이 있기 때문이다.
블레즈 파스칼은 팡세에서 "우리는 어떤 장애물과의 싸움에서 휴식을 추구한다. 그리고 우리가 장애물을 극복하고 나면, 휴식은 그것이 낳는 지루함 때문에 참을 수 없음을 증명한다"고 말하며 인간의 조건을 논하고, 나중에 "무한하고 불변하는 대상, 즉 신 자신만이 이 무한한 심연을 채울 수 있다"고 말한다.
자극이나 초점이 없다면 개인은 허무함, 존재의 무의미함에 직면하게 되고 실존적 불안을 경험하게 된다. 하이데거는 이 아이디어를 다음과 같이 말한다. "우리 존재의 심연에서 여기저기 떠도는 깊은 지루함은 마치 흐릿한 안개처럼 모든 사물과 인간, 그리고 자신을 놀라운 무관심 속으로 몰아넣는다. 이 지루함은 존재를 전체로 드러낸다." 쇼펜하우어는 인간 존재의 허영심을 증명하기 위해 지루함의 존재를 사용하면서 "... 우리의 본질과 존재가 존재하는 욕망 속에서 삶이 그 자체로 긍정적인 가치와 실제적 내용을 소유한다면 지루함이라는 것은 존재하지 않을 것이다. 그저 존재하는 것만으로도 우리를 충족시키고 만족시킬 것이다."라고 말했다.
에리히 프롬과 다른 비판 이론 사상가들은 지루함을 사람들이 소외된 노동에 참여해야하는 산업 사회에 대한 공통적인 심리적 반응이라고 말한다. 프롬에 따르면, 지루함은 "아마도 오늘날 가장 중요한 공격성과 파괴성의 원천"이다. 프롬에게 소비 문화를 특징짓는 스릴과 참신함에 대한 추구는 지루함에 대한 해결책이 아니라, 그가 주장하듯이 무의식적으로 계속되는 지루함으로부터의 주의를 돌리는 단순한 것이다. 취향과 성격을 넘어, 지루함의 보편적인 경우는 하이데거가 지적했듯이 줄을 서서 다른 사람이 도착하거나 작업을 마칠 때까지 기다리는 모든 경우, 혹은 어딘가로 여행하는 동안이다. 자동차는 빠른 반사 신경이 필요하여 운전자가 바쁘게 만들고, 어쩌면 다른 이유에서도, 따라서 일찍 끝났음에도 불구하고 더 지루한 승차감을 만든다.
줄루어와 같은 일부 응구니어에서는 지루함과 외로움이 같은 단어(isizungu)로 표현된다. 이는 종종 인용되는 우분투의 정의에 새로운 차원을 더한다. "사람은 다른 사람을 통해 사람이 된다."

## 같이 보기
- 무감정